# هارلی کروس
هارلی کروس (به انگلیسی: Harley Cross) (زاده ۳۱ مارس ۱۹۷۸) بازیگر آمریکایی است.
از فیلم‌های معروف او می‌توان به بازی در فیلم استنلی و ایریس، مگس ۲ اشاره کرد.